# Rangos de las SS

Emblema con las letras SS convertidas en runas.

Las SS (Schutzstaffel o ‘escuadras de protección’) del NSDAP (Partido Nacionalsocialista Obrero Alemán), como indican sus siglas en alemán, fue un grupo de protección para los mítines del partido, así como para la guardia personal (aunque no la única) de Adolf Hitler.
Los niveles de ascenso se asignaban de acuerdo a la trayectoria, antigüedad y actos de valor de sus miembros, así como el nivel intelectual y de estudio. También se asignaron rangos ad honórem solamente autorizados por el Reichsführer-SS con el fin de establecer puentes de política entre diferentes organismos gubernamentales. 
Los rangos de los generales desde SS-Brigadeführer (las que pertenecían a cuerpos policiales) y a las Waffen-SS (las fuerzas paramilitares), llevaban su equivalencia respectiva después de su usual grado de las Schutzstaffel, ya que en ocasiones policías que no eran de las SS se confundían con estas graduaciones, y lo mismo sucedía con soldados del Heer (Ejército alemán). Además, durante la guerra se hizo cada vez más usual que en el campo de batalla unidades de las Waffen-SS terminaran bajo el mando de algunos generales del Ejército, o a la inversa también ocurrió en escasas ocasiones que unidades del Ejército fueron comandadas por generales de las SS. 
En vista de lo anterior, para evitar confusiones, Heinrich Himmler dictó un decreto que hizo que los Generales de las SS que pertenecían a las Waffen-SS y cuerpos policiales llevaran además del grado de las SS su equivalencia respectiva, pero el tener la equivalencia no indicaba de ningún modo más jerarquía, sino que solo sirvió como un método para evitar ambigüedades con otras fuerzas del Estado. Las Allgemeine-SS (SS General), la rama política de las SS no aplicaba doble graduación anteponiendo la equivalencia, y las presillas de los hombros del uniforme eran diferentes de las otras ramas de las SS, solo los parches de cuello o solapas siguieron siendo los mismos.
Las Waffen-SS surgieron luego del año 1939 y fueron un ejército élite de combate que estaba bajo el mando de las SS, por lo que eran soldados políticos con ideas  nacionalsocialistas. No todos los miembros de las SS eran simultáneamente miembros de las Waffen-SS y al ingresar en este cuerpo, debían ser reclasificados para el servicio. 
Durante el tiempo de existencia del Tercer Reich se elaboraron varios registros denominados Dienstalterliste der SS, consistentes en libros de promoción con los datos de muchos oficiales del cuerpo armado. Los grados de oficial hasta jefes se obtenían tras cursar estudios en las dos academias de las SS.

## Rangos

### Generales
- Reichsführer-SS: general mariscal de campo, comandante en jefe de las SS, cargo político nombrado directamente por Adolf Hitler.
- SS-Oberst-Gruppenführer: capitán general, equivalente a general de 4 estrellas.
- SS-Obergruppenführer: general de infantería, artillería o tropas blindadas según la especialidad. En otros países equivale actualmente a teniente general (general de 3 estrellas)
- SS-Gruppenführer: teniente general. En otros países equivale actualmente a general de división (general de 2 estrellas)
- SS-Brigadeführer: mayor general. En otros países actualmente equivale a general de brigada (general de 1 estrella)

### Oficiales superiores
- SS-Oberführer: brigadier, coronel mayor con mando de general.
- SS-Standartenführer: coronel.

### Oficiales
- SS-Obersturmbannführer: teniente coronel.
- SS-Sturmbannführer: mayor.
- SS-Hauptsturmführer: capitán.
- SS-Obersturmführer: teniente.
- SS-Untersturmführer: alférez.

### Suboficiales
- SS-Sturmscharführer: suboficial mayor.
- SS-Haupscharführer: suboficial superior. En naciones como España equivale a subteniente.
- SS-Oberscharführer: sargento mayor. En naciones como España equivale a brigada.
- SS-Scharführer: sargento primero.
- SS-Unterscharführer: sargento segundo.

### Tropa
- SS-Rottenführer: cabo primero.
- SS-Sturmmann: cabo segundo.
- SS-Oberschutze: soldado de primera clase o distinguido. Actualmente equivale a soldado primero.
- SS-Schütze: soldado raso.
- SS-Anwärter: aspirante, recluta.
- SS-Bewerber: candidato.

## Símbolos
Para las letras SS emplearon en sus uniformes unos símbolos runas, análogos a estas letras[cita requerida].

## Tabla de insignias de grados de las Waffen-SS
| Cuello                                              | Hombrera                                                           | Manga (parka)                                                                    | Grado de las Waffen-SS | Equivalencia en el Heer (Empleos y divisas de la OTAN) | Equivalencia en el Heer (Empleos y divisas de la OTAN) | Equivalencia en el Heer (Empleos y divisas de la OTAN) | Equivalencia en el Heer (Empleos y divisas de la OTAN) | Nombre en español del grado                                             |
| Generales                                           |                                                                    |                                                                                  | |                                                        |                                                        |                                                        |                                                        |                                                                         |
|                                                     |                                                                    |                                                                                  | Reichsführer-SS (Líder de las SS en el Imperio) General mariscal de campo, comandante en jefe de las SS                      | Generalfeldmarschall                                   | OF-10                                                  |                                                        |                                                        | Mariscal de Campo                                                       |
|                                                     |                                                                    |                                                                                  | SS-Oberst-gruppenführer und Generaloberst der Waffen-SS (Líder de Grupo Supremo de las SS y Coronel General de las Wafen-SS) | Generaloberst                                          | OF-9                                                   |                                                        |                                                        | Coronel General                                                         |
|                                                     |                                                                    |                                                                                  | SS-Obergruppenführer und General der Waffen-SS (Líder de Grupo Sénior de las SS y General de las Waffen-SS)                  | General der Waffengattung                              | OF-8                                                   |                                                        |                                                        | El General llevaba su arma o servicio en su rango según su especialidad |
|                                                     |                                                                    |                                                                                  | SS-Gruppenführer und Generalleutnant der Waffen-SS (Líder de Grupo de las SS y Teniente General de las Waffen-SS)            | Generalleutnant                                        | OF-7                                                   |                                                        |                                                        | Teniente General                                                        |
|                                                     |                                                                    |                                                                                  | SS-Brigadeführer und Generalmajor der Waffen-SS (Líder de Brigada de las SS y Mayor General de las Waffen-SS)                | Generalmajor                                           | OF-6                                                   |                                                        |                                                        | Mayor General                                                           |
| Oficiales superiores                                |                                                                    |                                                                                  | |                                                        |                                                        |                                                        |                                                        |                                                                         |
|                                                     |                                                                    |                                                                                  | SS-Oberführer (Líder Sénior de las SS) Brigadier, coronel mayor con mando de general                                         |                                                        | OF-5                                                   | Sin equivalencia.                                      | Sin equivalencia.                                      | Sin equivalencia.                                                       |
|                                                     |                                                                    | SS-Standartenführer (Líder de Regimiento de las SS) Coronel                      | Oberst |                                                        |                                                        | Coronel                                                |                                                        |                                                                         |
|                                                     |                                                                    |                                                                                  | SS-Obersturmbannführer (Líder de Unidad de Asalto Sénior de las SS) Teniente coronel                                         | Oberstleutnant                                         | OF-4                                                   |                                                        |                                                        | Teniente coronel                                                        |
|                                                     |                                                                    |                                                                                  | SS-Sturmbannführer (Líder de Unidad de Asalto de las SS) Comandante                                                          | Major                                                  | OF-3                                                   |                                                        |                                                        | Comandante                                                              |
|                                                     |                                                                    |                                                                                  | SS-Hauptsturmführer (Líder de Asalto Jefe de las SS) Capitán                                                                 | Hauptmann/Rittmeister                                  | OF-2                                                   |                                                        |                                                        | Capitán                                                                 |
|                                                     |                                                                    |                                                                                  | SS-Obersturmführer (Líder de Asalto Sénior de las SS) Teniente                                                               | Oberleutnant                                           | OF-1                                                   |                                                        |                                                        | Teniente                                                                |
|                                                     |                                                                    |                                                                                  | SS-Untersturmführer (Líder de Asalto Junior de las SS) Alférez                                                               | Leutnant                                               | OF-1                                                   |                                                        |                                                        | Alférez                                                                 |
| Suboficiales (NCOs)                                 |                                                                    |                                                                                  | |                                                        |                                                        |                                                        |                                                        |                                                                         |
|                                                     |                                                                    |                                                                                  | SS-Sturmscharführer (Líder de Escuadrón de Asalto de las SS) Suboficial mayor                                                | Stabsfeldwebel                                         | OR-8                                                   |                                                        |                                                        | Sargento Oficial                                                        |
| Fahnenjunker-Stabsfeldwebel (OA) (Offizieranwärter) |                                                                    |                                                                                  | SS-Sturmscharführer (Líder de Escuadrón de Asalto de las SS) Suboficial mayor                                                |                                                        | OR-8                                                   |                                                        |                                                        |                                                                         |
|                                                     |                                                                    |                                                                                  | SS-Hauptscharführer (Líder de Escuadrón Jefe de las SS) Suboficial superior                                                  | Oberfeldwebel                                          | OR-7                                                   |                                                        |                                                        | Sargento Mayor                                                          |
|                                                     | SS-Standartenoberjunker FA (Führer Anwärter / Candidato a oficial) | Fahnenjunker-Obefeldwebel (OA) (Offizieranwärter)                                | |                                                        | OR-7                                                   |                                                        |                                                        |                                                                         |
|                                                     |                                                                    |                                                                                  | SS-Oberscharführer (Líder de Escuadrón Sénior de las SS) Sargento mayor                                                      | Feldwebel                                              | OR-6                                                   |                                                        |                                                        | Sargento                                                                |
|                                                     | SS-Standartenjunker FA (Führer Anwärter / Candidato a oficial)     | Fahnenjunker-Feldwebel (OA) (Offizieranwärter)                                   | |                                                        | OR-6                                                   |                                                        |                                                        |                                                                         |
|                                                     |                                                                    |                                                                                  | SS-Scharführer (Líder de Escuadrón de las SS) Sargento primero                                                               | Unterfeldwebel                                         | OR-5                                                   |                                                        |                                                        | Sargento Primero                                                        |
|                                                     | SS-Oberjunker FA (Führer Anwärter / Candidato a oficial)           | Fahnenjunker-Unterfeldwebel (OA) (Offizieranwärter)                              | |                                                        | OR-5                                                   |                                                        |                                                        |                                                                         |
|                                                     |                                                                    |                                                                                  | SS-Unterscharführer (Líder de Escuadrón Junior de las SS) Sargento segundo                                                   | Unteroffizier                                          | OR-5                                                   |                                                        |                                                        | Sargento Segundo                                                        |
|                                                     | SS-Junker FA (Führer Anwärter / Candidato a oficial)               | Fahnenjunker-Unterfeldwebel (OA) (Offizieranwärter)                              | |                                                        | OR-5                                                   |                                                        |                                                        |                                                                         |
| Tropa                                               |                                                                    |                                                                                  | |                                                        |                                                        |                                                        |                                                        |                                                                         |
| Sin equivalencia                                    | Sin equivalencia                                                   | Sin equivalencia                                                                 | Sin equivalencia | Stabsgefreiter                                         | OR-4                                                   |                                                        |                                                        | Cabo Primero                                                            |
| center‎                                              |                                                                    |                                                                                  | SS-Rottenführer (Líder de Sección de las SS) Cabo primero                                                                    | Obergefreiter                                          | OR-3                                                   |                                                        |                                                        | Cabo Primero                                                            |
| center‎                                              |                                                                    | SS-Sturmmann (Sturmtrupp de las SS) Cabo segundo                                 | Gefreiter | OR-2                                                   |                                                        | Cabo                                                   |                                                        |                                                                         |
|                                                     |                                                                    | SS-Oberschütze (Tirador Sénior de las SS) Soldado de primera clase o distinguido | Ober...(Soldat) (Oberfunker, Obergrenadier, Oberjäger, Oberkanonier, Oberschütze, ... e.t.c.)                                | OR-1                                                   |                                                        | Soldado de Primera                                     |                                                        |                                                                         |
|                                                     |                                                                    | SS-Schütze (Tirador de las SS) Soldado raso                                      | Soldat (Funker, Grenadier, Jäger, Kanonier, Schütze, ... e.t.c.)                                                             | OR-1                                                   |                                                        | Soldado                                                |                                                        |                                                                         |
| Candidato voluntario a entrar a las SS/Waffen-SS)   |                                                                    |                                                                                  | |                                                        |                                                        |                                                        |                                                        |                                                                         |
|                                                     |                                                                    |                                                                                  | - Staffel-Vollanwärter (Allgemeine SS) - Staffel-Anwärter                                                                    | Sin equivalencia.                                      | Sin equivalencia.                                      | Sin equivalencia.                                      | Sin equivalencia.                                      |                                                                         |
|                                                     |                                                                    |                                                                                  | - Staffel-Jungmann - Staffel-Bewerber                                                                                        | Freiwilligenbewerber (Heer) Soldado alistado           | Freiwilligenbewerber (Heer) Soldado alistado           | Freiwilligenbewerber (Heer) Soldado alistado           | Freiwilligenbewerber (Heer) Soldado alistado           |                                                                         |